# Schleuse Kade
Die Schleuse Kade (früher auch Schleuse Cade oder Cader Schleuse) war ein Schleusenbauwerk im Verlauf des Plauer Kanals nahe dem Ort Kade am Wohnplatz Kader-Schleuse im östlichen Sachsen-Anhalt. Mit dem Bau des Elbe-Havel-Kanals wurde der Betrieb eingestellt und die Schleuse später weitgehend abgerissen.

## Beschreibung
1743 bis 1745 wurde auf Anordnung Friedrichs des Großen der Plauer Kanal zwischen der Havel und der Elbe zur Verkürzung des Schifffahrtsweges zwischen Berlin und Magdeburg und der Erschließung der Torflagerstätten des Fiener Bruchs angelegt. Es handelte sich damit um einen der ältesten Kanalbauten Preußens. Im Verlauf des Kanals wurden drei Abstiegsbauwerke, neben der Schleuse in Kade waren dies die Alte Schleuse Parey und die Schleuse Plaue, gebaut. Zwischen 1793 und 1794 ersetzte man die erste hölzerne Schleuse Kade durch ein massiv gemauertes Bauwerk. Im Zuge der Erweiterung des Plauer Kanals 1862 bis 1866 wurden die Schleusentore erneuert.
Bei der zweiten Erweiterung 1883 bis 1891 errichtete man eine neue Schleuse nördlich der alten, sodass Schiffe nach Plauer Maß (65 Meter mal 8 Meter) passieren konnten. Da 1926 bis 1938 Plauer Kanal und Ihlekanal zum Elbe-Havel-Kanal ausgebaut wurden und man im Rahmen dieses Ausbaus die Staustufe Kade beseitigte, stellte man nach Fertigstellung der neuen Schleuse Wusterwitz den Betrieb in Kade ein. 1932 erfolgte der Abriss.
Reste der Schleuse wurde an einer Schautafel am Südufer des Elbe-Havel-Kanals platziert. Vom Schleusenmeisterhaus besteht noch ein Nebengebäude. Weiterhin existiert ein Wall am Nordufer.